# Santa Rosa de Lima, Villa de Tututepec de Melchor Ocampo
Santa Rosa de Lima är en ort i Mexiko.   Den ligger i kommunen Villa de Tututepec de Melchor Ocampo och delstaten Oaxaca, i den sydöstra delen av landet, 400 km söder om huvudstaden Mexico City. Santa Rosa de Lima ligger 22 meter över havet och antalet invånare är 2 200.
Terrängen runt Santa Rosa de Lima är platt åt sydväst, men åt nordost är den kuperad. Runt Santa Rosa de Lima är det ganska glesbefolkat, med 34 invånare per kvadratkilometer. Santa Rosa de Lima är det största samhället i trakten. Omgivningarna runt Santa Rosa de Lima är en mosaik av jordbruksmark och naturlig växtlighet.